# Stadio Caduti di Brema
Lo stadio Caduti di Brema è un impianto calcistico di Napoli sito nel quartiere di Barra. Di proprietà del Comune di Napoli, è il terzo stadio per capienza della città. È dedicato alla memoria dei nuotatori italiani periti nella Tragedia di Brema.

## Storia
Inaugurato il 3 aprile 1965 con la denominazione stadio Signorini, in onore del presidente della squadra locale Pietro Signorini, con una partita tra i padroni di casa della Barrese e la Flegrea, ha ospitato negli anni le partite casalinghe delle squadre di calcio della periferia orientale di Napoli. La struttura è stata interessata, a partire dagli anni Duemila, da un progressivo deperimento strutturale. 
In occasione delle Universiadi del 2019 lo stadio è stato soggetto ad un restyling, costato circa 800.000 euro, che ha previsto il rifacimento del manto erboso e per l’impianto di illuminazione, oltre alla tinteggiatura delle mura perimetrali. Durante la manifestazione ha ospitato gli allenamenti delle nazionali impegnate nel torneo di calcio. Nel mese di luglio 2020, in occasione della promozione in Serie A del Napoli Femminile, l'impianto ha ospitato per la stagione successiva gli incontri interni della formazione azzurra.

## Collegamenti
L'impianto è servito da una fermata degli autobus delle linee 156, 158, 173, 175, 176 e 177 dell'ANM posta lungo via delle Repubbliche Marinare. La struttura è raggiungibile  dalla stazione Barra della Circumvesuviana.